# 花西子 (彩妆品牌)
花西子（英語：Florasis）是2017年在中国创立的彩妆品牌。

## 品牌
花西子的品牌定位为东方彩妆，其中“花”取自古人“以花养妆”的养颜理念，“西子”二字则借用了苏东坡的诗“欲把西湖比西子，淡妆浓抹总相宜”。产品分为六大类，主要产品包括雕花口红、百鸟朝凤浮雕彩妆盘、蚕丝蜜粉饼、同心锁口红等。
2019年销售额近20亿元，2020年销售额预计接近30亿元。

## 历史
2017年3月，花满天（本名：吴成龙）创立花西子彩妆品牌。
2018年，花西子在遇到渠道困境的情况下，寻求与李佳琦直播间的商务合作。经李佳琦直播间推荐后，花西子散粉取得全网销量的第一名，创造了2019年双11销售70万盒的纪录。2019年双十一前后，李佳琦直播间的贡献占花西子总流量的近80%，超64%的成交额来自其直播间。
2019年4月，花西子雕花口红上市，一经推出就月销千万，常年盘踞彩妆销量TOP榜单。这款雕花口红带火了花西子整个品牌，成为了彩妆雕花工艺的经典案例。
2019年9月，花西子携手三泽梦首登纽约时装周，将东方文化带上了国际舞台。
2020年8月，花西子推出七夕新品“同心锁口红”。
2020年10月，花西子推出“苗族印象”系列产品。
2020年11月7日，花西子在非遗传承方面的探索获得央视《新闻联播》报道。
2021年3月1日，花西子六大类产品进入日本市场。
2021年3月，正式开启亚马逊、Shopee、Lazada等海外第三方平台销售。
2021年10月，花西子“傣族印象”系列产品亮相迪拜世博会，并成为迪拜世博会中国馆指定彩妆产品。
2021年12月2日，发布品牌同名主题曲《花西子》国际版，由周深用中英日意俄五种语言演唱。由河南卫视制作的《花西子 (国际版)》MV，在国际上获得了米考斯电影节杰出音乐录影带奖、科西策国际电影节最佳MV导演荣誉奖、城市媒体人电影节最佳国际音乐视频TOP3等多个奖项。

## 奖项
2022年9月，获得国家版权交易中心联席会议主办的2021十大年度国家IP评选新国货赛道金奖。

## 相關事件
2023年9月10日，主播李佳琦在直播中介绍79元人民幣一支的花西子眉笔时，有网民表示眉笔价格贵，李佳琦随即怒怼网民“哪里贵了”。翌日李佳琦在微博上发文道歉，但事件未能平息。网络上也出现了“花西币”以及“1花西币=79元”的调侃。直至9月19日，花西子官方微博发布致歉信，亦是对事件的首次公开回应。